# Kanton Gacé
Der Kanton Gacé war von 1793 bis 2015 ein französischer Wahlkreis im Arrondissement Argentan, im Département Orne und in der Region Normandie; sein Hauptort war Gacé. Der Kanton war 162,22 km² groß und hatte (2006) 4208 Einwohner, was einer Bevölkerungsdichte von 26 Einwohnern pro km² entsprach. Er lag im Mittel 242 Meter über dem Meeresspiegel, zwischen 146 Meter in Neuville-sur-Touques und 328 Meter in Cisai-Saint-Aubin.

## Gemeinden
Der Kanton bestand aus 14 Gemeinden:
| Gemeinde                  | Einwohner Jahr | Fläche km² | Bevölkerungsdichte | Code INSEE | Postleitzahl |
| ------------------------- | -------------- | ---------- | ------------------ | ---------- | ------------ |
| Chaumont                  | 181 (2013)     | –          | – Einw./km²        | 61103      | 61230        |
| Cisai-Saint-Aubin         | 181 (2013)     | –          | – Einw./km²        | 61108      | 61230        |
| Coulmer                   | 92 (2013)      | –          | – Einw./km²        | 61122      | 61230        |
| Croisilles                | 202 (2013)     | –          | – Einw./km²        | 61138      | 61230        |
| La Fresnaie-Fayel         | 56 (2013)      | –          | – Einw./km²        | 61178      | 61230        |
| Gacé                      | 1.966 (2013)   | –          | – Einw./km²        | 61181      | 61230        |
| Mardilly                  | 129 (2013)     | –          | – Einw./km²        | 61252      | 61230        |
| Ménil-Hubert-en-Exmes     | 122 (2013)     | –          | – Einw./km²        | 61268      | 61230        |
| Neuville-sur-Touques      | 239 (2013)     | –          | – Einw./km²        | 61307      | 61120        |
| Orgères                   | 150 (2013)     | –          | – Einw./km²        | 61317      | 61230        |
| Résenlieu                 | 199 (2013)     | –          | – Einw./km²        | 61347      | 61230        |
| Saint-Evroult-de-Montfort | 355 (2013)     | –          | – Einw./km²        | 61385      | 61230        |
| Le Sap-André              | 117 (2013)     | –          | – Einw./km²        | 61461      | 61230        |
| La Trinité-des-Laitiers   | 91 (2013)      | –          | – Einw./km²        | 61493      | 61230        |

## Bevölkerungsentwicklung
| 1962 | 1968 | 1975 | 1982 | 1990 | 1999 | 2006 |
| ---- | ---- | ---- | ---- | ---- | ---- | ---- |
| 4368 | 4847 | 4544 | 4183 | 4100 | 3964 | 4208 |